# Vähä Latvajärvi
Vähä Latvajärvi är en sjö i Finland. Den ligger i kommunen Kankaanpää i landskapet Satakunta, i den sydvästra delen av landet, 240 km nordväst om huvudstaden Helsingfors. Vähä Latvajärvi ligger 77 meter över havet. Den ligger vid sjöarna Kivijärvi Housulammi och Iso Latvajärvi. I omgivningarna runt Vähä Latvajärvi växer i huvudsak blandskog. Arean är 6,3 hektar och strandlinjen är 0,99 kilometer lång. Sjön  ingår i Karvia å huvudavrinningsområde. 